# Бастион Виктория
Бастион Виктория — защитное сооружение города Нарва, построенное в 1682—1704 годах.
Бастион был разрушен во время Северной войны в 1704 году и восстановлен после её окончания. На настоящее время включён в список культурного наследия Эстонии.
В бастионе живёт крупнейшая колония летучих мышей в Нарве.
Сейчас в бастионе действует туристический аттракцион и проводятся экскурсии в казематы бастиона Виктория.